# 북방 7년 전쟁
북방 7년 전쟁(北方 七年 戰爭)은 1563년부터 1570년까지 덴마크와 스웨덴 사이에 일어난 전쟁이다. 제1차 북방 전쟁, 북유럽 7년 전쟁, 스칸디나비아 7년 전쟁이라고 부르기도 한다.
1563년 5월 30일 야코브 바게(Jakob Bagge) 사령관이 이끄는 스웨덴 해군 함대가 덴마크 보른홀름 섬 인근에서 덴마크 해군 함대를 격파했다. 1563년 8월 13일에는 스톡홀름 주재 덴마크, 뤼베크 사절단이 스웨덴을 상대로 전쟁을 선포했고 덴마크의 프레데리크 2세 국왕 또한 스웨덴 예테보리에 위치한 엘브스보리 요새(Älvsborg)를 공격하게 된다. 폴란드-리투아니아 연방은 발트해를 통한 무역 통로를 획득하기 위해 덴마크, 뤼베크와의 동맹 관계를 수립했다.
1564년 5월 30일에는 덴마크의 헤를루프 트롤레(Herluf Trolle) 사령관, 뤼베크의 프리드리히 크네벨(Friedrich Knebel) 사령관이 이끄는 덴마크-뤼베크 연합 해군 함대가 스웨덴 고틀란드섬, 욀란드섬에서 스웨덴 해군 함대를 격파했다. 덴마크 해군은 스웨덴 해군을 상대로 해상 봉쇄에 나섰고 스웨덴 해군은 스톡홀름으로 퇴각하게 된다. 클라스 호른(Klas Horn) 신임 사령관이 이끄는 스웨덴 해군은 덴마크의 해상 봉쇄를 돌파하기 위해 덴마크의 지배를 받고 있던 할란드, 스코네를 공격했고 독일 연안에서는 덴마크-뤼베크 연합 해군 함대의 대부분을 파괴했다.
1565년 10월 20일에 일어난 악스토르나 전투(Axtorna)에서는 다닐 란차우(Daniel Rantzau)가 이끄는 덴마크-뤼베크 연합 육군이 스웨덴 육군을 격파했다. 스웨덴 육군은 노르웨이의 지배를 받고 있던 옘틀란드, 헤리에달렌, 트뢰넬라그를 점령했지만 1566년 1월 보후슬렌에 위치한 보후스 요새(Bohus)에서 일어난 전투에서 다닐 란차우가 이끄는 덴마크 육군에게 패배하고 만다.
이처럼 해전에서는 스웨덴이, 육전에서는 덴마크가 우위를 점하는 상황이었지만 1568년 스웨덴의 에리크 14세 국왕이 자신의 동생이었던 요한 3세, 칼 9세에 의해 축출당하면서 전쟁은 교착 상태에 빠지게 된다. 1570년 슈테틴 조약이 체결되면서 덴마크와 스웨덴은 전쟁 이전의 상태로 회귀하게 된다.